# La nuit a dévoré le monde
La nuit a dévoré le monde (también conocida en inglés como The Night Eats the World) es una película francesa de zombis de 2018, dirigida por Dominique Rocher.

## Sinopsis
Sam, un músico que vive en París, visita a su exnovia Fanny para recuperar la música que quedó en su poder. Fanny está organizando una fiesta e ignora a Sam varias veces antes de decirle que las cintas están en la oficina. Sam es golpeado accidentalmente por un asistente a la fiesta cuando se dirigía a buscar las cintas. Una vez allí, le empieza a sangrar la nariz y se recuesta en el sillón quedándose dormido. Sonidos de caos estallan fuera de la puerta de la oficina, pero Sam sigue durmiendo.
A la mañana siguiente, Sam se despierta y encuentra el apartamento destrozado, con manchas de sangre en las paredes y sin nadie adentro. Se aventura en la escalera y descubre a una Fanny zombificada que carga contra él cuando la llama por su nombre. Encerrándose en su apartamento, es testigo de la muerte de la familia del apartamento de enfrente que intenta escapar en su coche. El apartamento, que está varios pisos más arriba, es el único lugar seguro que Sam puede encontrar. Los zombis aparentemente se han apoderado de todo París, se mueven muy rápido y responden en hordas a cualquier vista o sonido. También son completamente silenciosos, casi no hacen ruido y nunca vocalizan.
Incapaz de salir del apartamento, Sam comienza a limpiar hasta que una ráfaga de escopeta atraviesa el suelo. Mirando por el agujero, descubre que uno de los residentes de abajo se ha suicidado, después de matar a su esposa, a quien había atado a una silla después de que ella se infectara. Sam recupera la escopeta y se aventura afuera, encontrando que los zombis en la escalera se han ido. Rápidamente cierra las puertas del edificio para encerrarse dentro. Sam explora las unidades del edificio una por una, encontrando la mayoría de ellas vacías. Encuentra a un anciano zombificado en el ascensor del edificio, cierra la puerta y comienza a conversar unilateralmente con el zombi cuyo nombre se entera es Alfred.
Sam asalta con éxito el edificio en busca de una gran cantidad de suministros. Los raciona y descubre equipo musical en una habitación, que usa para entretenerse. A medida que pasa el tiempo, Sam se vuelve cada vez más solitario y desquiciado. Desesperado por tener compañía, intenta capturar a un gato callejero que vaga sin rumbo fijo entre los muertos vivientes, pero varios zombis casi lo matan. Regresa al apartamento; enfurecido, Sam dispara al gato desde la ventana. Temiendo que lo muerdan, Sam casi se mata accidentalmente cuando se queda dormido con la escopeta colocada debajo de su cabeza mientras espera a ver si se da la vuelta.
A medida que se acerca el invierno, se ve obligado a lidiar con la falta de calefacción y el suministro de agua al edificio de apartamentos deja de funcionar. Sobreviviendo recolectando agua de lluvia y creando una chimenea, el estado mental de Sam continúa deteriorándose. Un día se da cuenta de que las calles están prácticamente vacías. Sam prueba qué tan lejos están los zombis tocando en voz alta una batería. Los muertos vivientes regresan en hordas y casi trepan al balcón del apartamento apilándose unos sobre otros. Un Sam enfurecido sigue jugando a pesar del peligro.
Esa noche, Sam escucha un movimiento fuera de la puerta de su habitación y dispara la escopeta a través de ella. Oye gritos de dolor y se da cuenta de que le disparó a una mujer. Intenta recibir ayuda médica de emergencia y encuentra el bolso de la mujer, que tiene una gran cantidad de cuerda y un gancho que usa para ir de un tejado a otro. A la mañana siguiente, Sam habla con la mujer, Sarah, quien le explica cómo ha sobrevivido. Recupera suministros del apartamento más bajo y mata a los ocupantes zombificados. Ella va al techo y le dice a Sam que morirá o se volverá loco si no abandona el edificio de apartamentos. Sam al principio la ignora, pero cede. Regresa a su habitación y encuentra a Sarah muerta por el disparo, lo que aparentemente indica que sus conversaciones con ella después de que le disparó fueron solo una alucinación. Él lamenta su pérdida, la elogia y cubre su cuerpo.
Sam decide dejar el apartamento, quema las cintas y libera a Alfred, que entra en su apartamento cercano donde Sam lo encierra. Las cintas encendidas activaron una alarma de incendio; Los zombis atacan el edificio. Derriban las puertas y entran corriendo. Matando a varios, Sam logra llegar al tejado y cruza la calle hacia el siguiente edificio, donde sube a la azotea y mira hacia el horizonte aparentemente interminable de París. Oye brevemente un sonido que podría indicar la existencia de otros supervivientes.

## Reparto
- Anders Danielsen Lie como Sam.
- Golshifteh Farahani como Sarah.
- Denis Lavant como Alfred.
- Sigrid Bouaziz como Fanny.
- David Kammenos como Mathieu.

## Recepción
La nuit a dévoré le monde ha recibido reseñas mixtas a positivas de parte de la crítica y de la audiencia. En el portal Rotten Tomatoes, la película posee una aprobación de 79 %, basada en 28 reseñas, con una calificación de 7,3/10, mientras que de parte de la audiencia tiene una aprobación de 49%, basada en 230 votos, con una calificación de 3,1/5.
Metacritic le ha dado a la película una puntuación de 50 de 100, basada en 10 reseñas, indicando «reseñas mixtas». En el sitio IMDb los usuarios le han dado una calificación de 6,0/10, sobre la base de 2970 votos. En la página FilmAffinity tiene una calificación de 5,5/10, basada en 371 votos.